# 8 Syberyjska Dywizja Strzelecka
8 Syberyjska Dywizja Strzelecka (ros. 8-я Сибирская стрелковая дивизия) – związek taktyczny Armii Imperium Rosyjskiego.
W 1914 wchodziła w skład 3 Syberyjskiego Korpusu Armijnego.

## Struktura organizacyjna
Organizacja w 1914
- Dowództwo dywizji – Krasnojarsk
- 1 Brygada Strzelców – Krasnojarsk
  - 29 Syberyjski pułk strzelców – Aczyńsk
  - 30 Syberyjski pułk strzelców  – Krasnojarsk
- 2 Brygada Strzelców – Kańsk
  - 31 Syberyjski pułk strzelców – Krasnojarsk
  - 32 Syberyjski pułk strzelców – Kańsk
- 8 Syberyjska Brygada Artylerii